# وایت سیتی، شهرستان گلف، فلوریدا
وایت سیتی (به انگلیسی: White City) یک منطقهٔ مسکونی در ایالات متحده آمریکا است که در شهرستان گلف، فلوریدا واقع شده‌است. وایت سیتی ۲٫۱۳ متر بالاتر از سطح دریا واقع شده‌است.